# Сан Ђирио (Мачерата)
Сан Ђирио (итал. San Girio) насеље је у Италији у округу Мачерата, региону Марке.
Према процени из 2011. у насељу је живело 65 становника. Насеље се налази на надморској висини од 48 м.